# Super High Roller Bowl

Logo des Super High Roller Bowl

Der Super High Roller Bowl, kurz SHR Bowl oder nur SHRB, ist ein Pokerturnier, das seit 2015 unregelmäßig ausgespielt wird. Mit seinem hohen Buy-in gehörte es bei seinen bisherigen Austragungen jeweils zu den weltweit teuersten Pokerturnieren des Jahres. Das Event wird von Poker Central veranstaltet.

## Regeln und Besonderheiten
Die erste Austragung fand Anfang Juli 2015 im Aria Resort & Casino in Paradise am Las Vegas Strip statt und hatte einen Buy-in von 500.000 US-Dollar. Bereits ab Juli 2014 wurden dort Pokerturniere mit Buy-ins von bis zu 100.000 US-Dollar ausgespielt. Beim Super High Roller Bowl wird für gewöhnlich die Variante No Limit Hold’em gespielt. Eine Besonderheit liegt darin, dass keine Gebühr an den Veranstalter gezahlt werden muss. Im Jahr 2016 wurde für das Turnier am Las Vegas Strip ein Teilnehmerlimit von 49 Spielern festgelegt, das für die Austragung im Mai 2017 auf 56 Spieler angehoben wurde und seit 2018 bei 48 Teilnehmern liegt. Als Sponsor fungierte 2016 und 2017 die Onlineplattform 888poker. Im Januar 2018 wurde für Mitte März 2018 eine Austragung unter dem Namen Super High Roller Bowl China in Macau angekündigt. Das Buy-in lag bei 2,1 Millionen Hongkong-Dollar, zu diesem Zeitpunkt umgerechnet knapp 270.000 US-Dollar. Anders als bei den Austragungen am Las Vegas Strip waren Re-Entries zugelassen, wodurch 75 Anmeldungen verzeichnet werden konnten. Im Dezember 2018 wurde der Bowl am Las Vegas Strip erstmals zu dieser Jahreszeit ausgespielt. Für September 2019 wurde im Anschluss an die British Poker Open die erstmalige Austragung des Turniers in London angekündigt. Aufgrund der COVID-19-Pandemie wurde das Turnier Anfang Juni 2020 erstmals online auf der Plattform partypoker ausgespielt. Ende August 2021 folgte eine Austragung im Rahmen der Super High Roller Series Europe auf Zypern sowie nur knapp einen Monat später die sechste Austragung im Aria Resort & Casino. Ende Oktober 2023 gab es die erstmalige Austragung in der Variante Pot Limit Omaha.

## Rezeption
Die Bedeutung des Super High Roller Bowls wird in dem Andrang deutlich, den die weltbesten Pokerspieler auf das Turnier ausüben. Bei den Austragungen in 2017 und 2018 mussten die Teilnehmer am Las Vegas Strip daher durch ein Lotterieverfahren ermittelt werden. David Peters, der das dortige Event bisher immer spielte, äußerte sich über das Event wie folgt:

„There’s nothing bigger or better than the Super High Roller Bowl. It’s the ‘Main Event’ of all the High Rollers.“

Bei den American Poker Awards Ende Februar 2017 wurde der Super High Roller Bowl als Pokerturnier des Jahres 2016 ausgezeichnet.

## Bisherige Austragungen

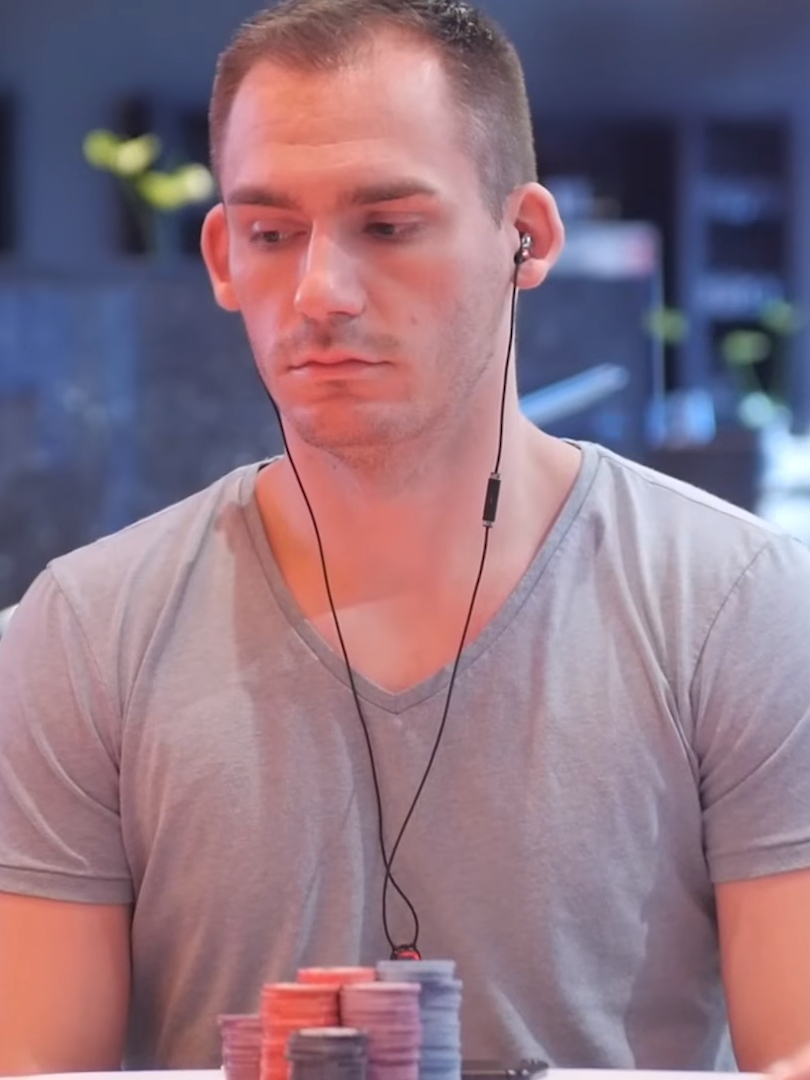
Justin Bonomo ist mit drei Titeln Rekordsieger

| #  | Beginn        | Zusatz          | Stadt    | Buy-in (in $) | Teilnehmer | Sieger              | Herkunft           | Preisgeld (in $) |
| -- | ------------- | --------------- | -------- | ------------- | ---------- | ------------------- | ------------------ | ---------------- |
| 1  | 2. Juli 2015  | 2015            | Paradise | 500.000       | 43         | Brian Rast          | Vereinigte Staaten | 7.525.000        |
| 2  | 29. Mai 2016  | 2016            | Paradise | 300.000       | 49         | Rainer Kempe        | Deutschland        | 5.000.000        |
| 3  | 28. Mai 2017  | 2017            | Paradise | 300.000       | 56         | Christoph Vogelsang | Deutschland        | 6.000.000        |
| 4  | 20. März 2018 | China           | Macau    | 267.736       | 75         | Justin Bonomo       | Vereinigte Staaten | 4.823.077        |
| 5  | 27. Mai 2018  | 2018            | Paradise | 300.000       | 48         | Justin Bonomo       | Vereinigte Staaten | 5.000.000        |
| 6  | 17. Dez. 2018 | V               | Paradise | 300.000       | 36         | Isaac Haxton        | Vereinigte Staaten | 3.672.000        |
| 7  | 13. Sep. 2019 | London          | London   | 310.752       | 12         | Cary Katz           | Vereinigte Staaten | 2.610.317        |
| 8  | 16. Nov. 2019 | Bahamas         | Nassau   | 250.000       | 51         | Daniel Dvoress      | Kanada             | 4.080.000        |
| 9  | 2. Feb. 2020  | Australia       | Sydney   | 167.374       | 12         | Timothy Adams       | Kanada             | 1.446.112        |
| 10 | 13. März 2020 | Russia          | Sotschi  | 250.000       | 40         | Timothy Adams       | Kanada             | 3.600.000        |
| 11 | 1. Juni 2020  | Online          | online   | 102.000       | 50         | Justin Bonomo       | Vereinigte Staaten | 1.775.000        |
| 12 | 30. Aug. 2021 | Europe          | Kyrenia  | 250.000       | 41         | Wiktor Malinowski   | Polen              | 3.690.000        |
| 13 | 27. Sep. 2021 | VI              | Paradise | 300.000       | 21         | Michael Addamo      | Australien         | 3.402.000        |
| 14 | 13. Apr. 2022 | Europe          | Kyrenia  | 250.000       | 32         | Jake Schindler      | Vereinigte Staaten | 3.200.000        |
| 15 | 5. Okt. 2022  | VII             | Paradise | 300.000       | 24         | Daniel Negreanu     | Kanada             | 3.312.000        |
| 16 | 28. Sep. 2023 | VIII            | Paradise | 300.000       | 20         | Isaac Haxton        | Vereinigte Staaten | 2.760.000        |
| 17 | 16. Okt. 2023 | Pot Limit Omaha | Paradise | 100.000       | 38         | Jared Bleznick      | Vereinigte Staaten | 1.292.000        |

## Erfolgreichste Spieler
Insgesamt kamen 61 verschiedene Spieler bei den Turnieren auf die bezahlten Plätze, davon 22 mehrfach. Nachfolgend sind die 10 Spieler gelistet, die sich das meiste Preisgeld erspielt haben:
| Platz | Spieler             | Herkunft               | Siege | Cashes | Preisgeld (in $) |
| ----- | ------------------- | ---------------------- | ----- | ------ | ---------------- |
| 1     | Justin Bonomo       | Vereinigte Staaten     | 3     | 7      | 15.318.077       |
| 2     | Christoph Vogelsang | Deutschland            | 1     | 4      | 10.880.000       |
| 3     | Isaac Haxton        | Vereinigte Staaten     | 2     | 4      | 08.195.515       |
| 4     | Brian Rast          | Vereinigte Staaten     | 1     | 1      | 07.525.000       |
| 5     | Timothy Adams       | Kanada                 | 2     | 4      | 07.053.612       |
| 6     | Rainer Kempe        | Deutschland            | 1     | 2      | 07.040.533       |
| 7     | Jake Schindler      | Vereinigte Staaten     | 1     | 2      | 06.800.000       |
| 8     | Daniel Negreanu     | Kanada                 | 1     | 2      | 06.312.000       |
| 9     | Scott Seiver        | Vereinigte Staaten     | 0     | 1      | 05.160.000       |
| 10    | Stephen Chidwick    | Vereinigtes Konigreich | 0     | 5      | 04.940.521       |